# Babak Khorramdin
Bābak Khorram-Din (persiska: بابک خرمدین), född 795, enligt vissa källor 798, död januari 838, var en av de främsta persiska upprorsledarna under 800-talet mot det abbasidiska kalifatet.